# رحلة في الذاكرة
رحلة في الذاكرة هو برنامج حواري سياسي تاريخي من إنتاج وبث قناة روسيا اليوم الناطقة بالعربية، يقدمه المذيع خالد الرشد.
فكرة البرنامج تعتمد على استضافة شخصيات مجتمعية في شتى الميادين السياسية والاقتصادية والاجتماعية وغيرها من المجالات في روسيا والمنطقة العربية والعالم من دبلوماسيين وعسكريين ورجال استخبارات وعلماء وصحفيين وغيرهم ممن عايش الأحداث الجارية في تلك الفترة ليؤرخو كشهود بمعلوماتهم الموثقة ما عاصروه أو تعرضوا له مع السلطة أو الأحزاب وبالإضافة إلى ذلك هناك بعض العلماء لمناقشة الإكتشافات العلميه في شتى المجالات

## بعض ضيوف البرنامج
| اسم الضيف                 | الجنسية | وظيفته |
| ------------------------- | ------- | --- |
| جون بيركنز                | أمريكي  | عالم إقتصاد وكاتب وناشط سياسي و عالم بيئة                                                                                     |
| سوزان لينداور             | أمريكية | ضابطة إتصال لدى الإستخبارات الأمريكية سي أي إي سابقاً وصحفية كاتبة وناشطة أميركية مناهضة ضد الحرب.                             |
| الجنرال فاسيلي ريشيتنيكوف | روسي    | قائد قوات الجو الاستراتيجية السوفيتية سابقا                                                                                   |
| أحمد أبو الغيط            | مصري    | وزير خارجية جمهورية مصر العربية منذ يوليو 2004 حتى مارس 2011                                                                  |
| ألكسندر كوزاك             | روسي    | رئيس أركان سوفيتي لفوج صواريخ دفاع جوي في سورية في عامي 1983 و1984                                                            |
| مزهر الدورى               | عراقي   | سفير عراقي سابق إبان حكم صدام حسين.                                                                                           |
| يفغيني تشازوف             | روسي    | كبير أطباء الكرملين في الإتحاد السوفياتي سابقاً                                                                                |
| السفير سعيد كمال          | فلسطيني | الأمين العام المساعد بجامعة الدول العربية سابقا ومدير مكتب منظمة التحرير الفلسطينية في القاهرة في فترة السبعينات والثمانينات. |
| الفريق أناتولي كوليكوف    | روسي    | وزير الداخلية الروسي الأسبق ورئيس القوات الفيدرالية المشتركة                                                                  |
| سيرغي سافيلييف            | روسي    | رئيس مختبر تطور الجهاز العصبي بالأكاديمية الروسية للعلوم                                                                      |